# لیگ دسته دوم فوتبال ایران ۷۲-۱۳۷۱
رقابتهای جام آزادگان که در دهه هفتاد لیگ دسته دوم فوتبال ایران نامیده می‌شد در سال ۷۲_۱۳۷۱ برگزار گردید. ۲ تیم به لیگ آزادگان ۱۳۷۲ صعود کردند.